# کیم جی سونگ (بازیگر)
کیم جی-سونگ (انگلیسی: Kim Ji-sung؛ زادهٔ ۳۰ اکتبر ۱۹۹۶) بازیگر زن اهل کره جنوبی است. وی از سال ۲۰۱۶ میلادی تاکنون مشغول فعالیت بوده‌است.